# غوردون هيل (حكم كرة قدم)
غوردون هيل (بالإنجليزية: Gordon Hill)‏ هو حكم كرة قدم أمريكي، ولد في 8 يوليو 1928 في بولتن في المملكة المتحدة، وتوفي في 21 مارس 2019.